# Mimosa rufescens
Mimosa rufescens är en ärtväxtart som beskrevs av George Bentham. Mimosa rufescens ingår i släktet mimosor, och familjen ärtväxter. Inga underarter finns listade i Catalogue of Life.